# Organización de las Ciudades del Patrimonio Mundial
La Organización de las Ciudades del Patrimonio Mundial (OCPM) es una organización que reconoce a las ciudades que tienen en su territorio un sitio inscrito por la Unesco en la Lista del Patrimonio Mundial. La OCPM se fundó el 8 de septiembre de 1993 en Fez (Marruecos).
El número de ciudades pertenecientes a la OCPM se distribuye así: 7 en África, 37 en América Latina y el Caribe, 20 en Asia y Pacífico, 120 en Europa y 20 en los Estados Árabes. Asimismo la OCPM cuentan actualmente con 4 Miembros Observadores: Francia, Suecia, Túnez y la Santa Sede.

## África
| - Dakar, Senegal - Djenné, Malí - Isla de Mozambique, Mozambique - Isla de Saint-Louis, Senegal | - Lamu, Kenia - Tombuctú, Malí - Zanzíbar, Tanzania - Mbanza Kongo, Angola |

## América y Caribe
| - Antigua Guatemala, Guatemala - Arequipa, Perú - Brasilia, Brasil - Campeche, México - Caracas, Venezuela - Cartagena, Colombia - Colonia del Sacramento, Uruguay - Coro, Venezuela - Río de Janeiro, Brasil - Córdoba, Argentina - Cuenca, Ecuador - Cuzco, Perú - Diamantina, Brasil - Goiás, Brasil - Guadalajara, México - Guanajuato, México - La Habana, Cuba - Lima, Perú - Lunenburg, Canadá - México, México - Morelia, México - Oaxaca de Juárez, México | - Olinda, Brasil - Ouro Preto, Brasil - Panamá, Panamá - Potosí, Bolivia - Puebla, México - Quebec, Canadá - Quito, Ecuador - Distrito del Rímac, Perú - Salvador de Bahía, Brasil - San Miguel de Allende, México - Santa Cruz de Mompox, Colombia - Santiago de Querétaro, México - Santo Domingo, República Dominicana - São Luis, Brasil - St George, Bermudas - Sucre, Bolivia - Tlacotalpan, México - Trinidad, Cuba - Valparaíso, Chile - Willemstad, Curazao - Zacatecas, México |

## Asia y Pacífico
| - Bhaktapur, Nepal - Bujará, Uzbekistán - Chengde, China - Galle, Sri Lanka - Hội An, Vietnam - Hué, Vietnam - Kamitaira, Japón - Kandy, Sri Lanka - Katmandú, Nepal - Jiva, Uzbekistán - Kioto, Japón | - Patan o Lalitpur, Nepal - Lijiang, China - Luang Prabang, Laos - Nara, Japón - Pingyao, China - Samarcanda, Uzbekistán - Shakhrisyabz, Uzbekistán - Shirakawa-gō y Gokayama, Japón - Taira, Japón - Vigan, Filipinas |

## Estados Árabes
| - Alepo, Siria - Argel, Argelia - Bosra, Siria - Chingueti, Mauritania - Damasco, Siria - El Cairo, Egipto - Essaouira, Marruecos - Fez, Marruecos - Ghadames, Libia - Ghardaïa, Argelia - Kairouan, Túnez (Miembro Observador) | - Marrakech, Marruecos - Meknes, Marruecos - Monastir, Túnez (Miembro Observador) - Rabat, Marruecos - Saná, Yemen - Shibam, Yemen - Sousse, Túnez (Miembro Observador) - Tetuán, Marruecos - Túnez, Túnez (Miembro Observador) - Zabid, Yemen |

## Europa
| - Acre, Israel - Alcalá de Henares, España - Amiens, Francia (Miembro Observador) - Angra do Heroísmo, Portugal - Aranjuez, España - Asís, Italia - Ávila, España - Baeza, España - Bakú, Azerbaiyán - Bamberg, Alemania - Banská Štiavnica, Eslovaquia - Bardejov, Eslovaquia - Bath, Reino Unido - Beemster, Países Bajos - Bergen, Noruega - Berna, Suiza - Biertan, Rumania - Brujas, Bélgica - Bruselas, Bélgica - Budapest, Hungría - Cáceres, España - Caltagirone, Italia - Capriate San Gervasio, Italia - Carcasona, Francia (Miembro Observador) - Catania, Italia - Český Krumlov, República Checa - Chorá de Patmos, Grecia - Ciudad del Vaticano (Santa Sede) (Miembro Observador) - Córdoba, España - Cracovia, Polonia - Cuenca, España - Derbent, Federación de Rusia - Dubrovnik, Croacia - Edimburgo, Reino Unido - Estambul, Turquía - Estocolmo, Suecia (Miembro Observador) - Estrasburgo, Francia - Évora, Portugal - Ferrara, Italia - Florencia, Italia - Goslar, Alemania - Granada, España - Graz, Austria - Guimarães, Portugal - Hallstatt, Austria - Holasovice, República Checa - Ibiza, España - / Jerusalén, Israel/Palestina - Kalwaria Zebrzydowska, Polonia - Karlskrona, Suecia (Miembro Observador) - Kazán, Rusia - Kotor, Montenegro - Kroměříž, República Checa - Kutná Hora, República Checa - La Valetta, Malta - Leópolis, Ucrania - Litomyšl, República Checa - Lisboa, Portugal - Liverpool, Reino Unido - Lugo, España - Luxemburgo, Luxembourg - Lübeck, Alemania - Lyon, Francia (Miembro Observador) - Matera, Italia - Mérida, España - Militello in Val di Catania, Italia | - Módena, Italia - Modica, Italia - Mont-Saint-Michel, Francia (Miembro Observador) - Moscú, Rusia - Namur, Bélgica (Miembro Observador) - Nancy, Francia (Miembro Observador) - Nápoles, Italia - Nesebar, Bulgaria - Noto, Italia - Nóvgorod, Rusia - Ohrid, Macedonia - Oporto, Portugal - Oviedo, España - Palazzolo Acreide, Italia - Palencia, España - Paramaribo, Francia (Miembro Observador) - París, Francia (Miembro Observador) - Pienza, Italia - Potsdam, Alemania - Praga, República Checa - Provins, Francia (Miembro Observador) - Quedlinburg, Alemania - Ragusa, Italia - Rauma, Finlandia - Riga, Letonia - Rodas, Grecia - Roma, Italia - Røros, Noruega - Safranbolu, Turquía - Salamanca, España - Salzburgo, Austria - San Cristóbal de La Laguna, España - San Gimignano, Italia - San Petersburgo, Rusia - Santiago de Compostela, España - Scicli, Italia - Segovia, España - Sevilla, España - Siena, Italia - Sighisoara, Rumania - Sintra, Portugal - Split, Croacia - Stralsund, Alemania - Súzdal, Rusia - Tallin, Estonia - Tarragona, España - Tel Aviv, Israel - Telc, República Checa - Toledo, España - Toruń, Polonia - Třebíč, República Checa - Trogir, Croacia - Úbeda, España - Urbino, Italia - Valencia, España - Varsovia, Polonia - Venecia, Italia - Verona, Italia - Vicenza, Italia - Viena, Austria - Vilna, Lituania - Visby, Suecia (Miembro Observador) - Weimar, Alemania - Wismar, Alemania - Zamosc, Polonia |